# 보살 목록
다음 내용은 보살 목록이다.
- 허공장보살(영어판)
- 성관음
- 지장보살
- 대세지보살(마하스타마프라프타)
- 미륵
- 문수보살
- 보현보살
- 바즈라파니

## 분류

### 4대 보살
중국 불교의 경우 다음과 같이 나열한다.
- 성관음
- 지장보살
- 문수보살
- 보현보살

- 밀교의 경우 다음으로 나열한다.
- 보현보살
- 문수보살
- 성관음
- 미륵

## 기타
- 파드마삼바바
- 가람 (불교)(伽藍, 상가람마)
- 타라보살